# Port of Miami (album)
Port of Miami je debitantski studijski album repera Ricka Rossa kojeg je objavio 8. kolovoza 2006. godine pod diskografskim kućama Slip-n-Slide Records, Def Jam Recordings i Poe Boy Entertainment. Naziv albuma je referenca na Miami koji je tada bio glavna destinacija za dolazak kokainskih pošiljki u Ameriku. Album je projektiran od strane produkcijskog tima iz Miamija The Monsters and The Strangerz. Album je na top ljestvici Billboard 200 debitirao na broju jedan, s 187.000 prodanih primjeraka u prvome tjednu prodaje. Godine 2010., Rhapsody je album proglasio najboljim "coke rap" albumom svih vremena.
Prvi singl s albuma "Push It", producirao je J.R. Rotem. Singl sadži uzorke glavne pjesme "Scarface (Push It to the Limit)" iz filma Lice s ožiljkom. Drugi singl s albuma je "Hustlin'" koji je postigao velik uspjeh. Na remixu pjesme gostuju Jay Z i Young Jeezy. Sadrži i promotivni singl "Blow". Album je također dobio zlatnu certifikaciju od organizacije Recording Industry Association of America, te je 8. studenog 2006. godine, album zabilježio prodaju s više od 500.000 primjeraka.

## Popis pjesama
| Br. | Skladba                                            | Tekstopisac                                               | Producent                           | Trajanje |
| --- | -------------------------------------------------- | --------------------------------------------------------- | ----------------------------------- | -------- |
| 1.  | »Intro«                                            | William Roberts                                           | Rick Ross                           | 0:24     |
| 2.  | »Push It«                                          | Roberts, Jonathan Rotem                                   | J.R. Rotem                          | 3:28     |
| 3.  | »Blow« (featuring Dre)                             | Roberts, Andre Lyon                                       | Cool & Dre                          | 4:10     |
| 4.  | »Hustlin'«                                         | Roberts                                                   | The Runners                         | 4:14     |
| 5.  | »Cross That Line« (featuring Akon)                 | Roberts, Aliaune Thiam                                    | Akon, Giorgio Tuinfort, C. Fournier | 4:33     |
| 6.  | »I'm Bad«                                          | Roberts                                                   | Kenny "K. Luck" Luckett             | 3:53     |
| 7.  | »Boss« (featuring Dre)                             | Roberts, Lyon                                             | Cool & Dre                          | 4:40     |
| 8.  | »For da Low«                                       | Roberts                                                   | Jazze Pha                           | 4:21     |
| 9.  | »Where My Money (I Need That)«                     | Roberts                                                   | The Runners                         | 4:31     |
| 10. | »Get Away« (featuring Mario Winans)                | Roberts, Mario Winans                                     | Mario Winans, Miykal Snoddy         | 4:06     |
| 11. | »Hit U From the Back« (featuring Rodney)           | Roberts, Robert Kohn                                      | The Runners                         | 5:05     |
| 12. | »White House«                                      | Roberts                                                   | DJ Toomp                            | 4:01     |
| 13. | »Pots and Pans« (featuring JRock)                  | Roberts                                                   | JRock                               | 4:35     |
| 14. | »It's My Time« (featuring Lyfe Jennings)           | Roberts, Chester Jennings                                 | The Runners                         | 4:15     |
| 15. | »Street Life« (featuring Lloyd)                    | Roberts, Lloyd Polite                                     | Big Reese, Jasper Cameron           | 4:07     |
| 16. | »Hustlin' (Remix)« (featuring Jay Z & Young Jeezy) | Roberts, Shawn Carter, Jay Jenkins                        | The Runners                         | 4:44     |
| 17. | »It Ain't a Problem« (featuring Triple C's)        | Roberts, Kevin Belnavis, Richard Morales, Jarrod Williams | J. Venom                            | 3:47     |
| 18. | »I'm a G« (featuring Lil Wayne & Brisco)           | Roberts, Dwayne Carter, British Mitchell                  | DJ Khaled                           | 4:15     |
| 19. | »Prayer«                                           | Roberts                                                   | JRock                               | 4:08     |

## Top ljestvice i certifikacije
| Top ljestvica (2006.)              | Završna pozicija |
| ---------------------------------- | ---------------- |
| SAD (Billboard 200)                | 1                |
| SAD (Billboard R&B/Hip-Hop Albums) | 1                |
| SAD (Billboard Rap Albums)         | 1                |

| Država                     | Provider | Certifikacija |
| -------------------------- | -------- | ------------- |
| Sjedinjene Američke Države | RIAA     | zlatna        |

## Nadnevci objavljivanja
| Država                     | Nadnevak          | Format                     | Diskografska kuća                                             | Izvor |
| -------------------------- | ----------------- | -------------------------- | ------------------------------------------------------------- | ----- |
| Sjedinjene Američke Države | 8. kolovoza 2006. | CD, LP, digitalni download | Slip-n-Slide Records Def Jam Recordings Poe Boy Entertainment | [ 9 ] |

## Vanjske poveznice
- Port of Miami na Allmusicu
- Port of Miami na Discogsu